# 大阪市立井高野小学校
大阪市立井高野小学校（おおさかしりつ いたかの しょうがっこう）は、大阪府大阪市東淀川区にある公立小学校。
東淀川区北東部の新興住宅地に位置する。児童会活動や地域との交流に力を入れている。

## 沿革
大阪市立大隅小学校（現在は大隅東小学校・大隅西小学校の2校に分離）の分校として、1958年に現在地に開設されたことに始まる。翌1959年に独立校となった。
その後、地域が住宅地へと変化したために児童数が増加したことに伴い、1971年に分校を設置した。分校は1975年に大阪市立東井高野小学校として分離独立している。

### 年表
- 1957年2月26日 - 用地買収
- 1958年1月11日 - 工事着工。地鎮祭
- 1958年15月13日 - 大阪市立大隅小学校分校として竣工
- 1958年16月2日 - 開設。開校式を挙行
- 1959年4月1日 - 大阪市立井高野小学校として独立開校
- 1965年4月1日 - 校歌制定
- 1971年9月21日 - 分校設置決定
- 1975年4月1日 - 分校が大阪市立東井高野小学校として独立
- 1995年12月18日 - 「いきいき活動」を開始
- 2004年6月24日 - 「はぐくみネット事業」を実施開始

## 通学区域
大阪市東淀川区 井高野1丁目、井高野3丁目（一部）、北江口1丁目-4丁目。卒業生は大阪市立井高野中学校に進学する。

## 交通
- 地下鉄今里筋線 井高野駅 北東へ約500m。
- 大阪シティバス 井高野小学校前バス停。